# Theridiosoma
Theridiosoma is een spinnengeslacht uit de familie Parapluspinnen (Theridiosomatidae).

## Soorten
- Theridiosoma argenteolunulatum Simon, 1897
- Theridiosoma blaisei Simon, 1903
- Theridiosoma caaguara Rodrigues & Ott, 2005
- Theridiosoma chiripa Rodrigues & Ott, 2005
- Theridiosoma circuloargenteum Wunderlich, 1976
- Theridiosoma concolor Keyserling, 1884
- Theridiosoma diwang Miller, Griswold & Yin, 2009
- Theridiosoma davisi Archer, 1953
- Theridiosoma epeiroides Bösenberg & Strand, 1906
- Theridiosoma fasciatum Workman, 1896
- Theridiosoma gemmosum (L. Koch, 1877)
- Theridiosoma genevensium (Brignoli, 1972)
- Theridiosoma goodnightorum Archer, 1953
- Theridiosoma kikuyu Brignoli, 1979
- Theridiosoma latebricola Locket, 1968
- Theridiosoma lopdelli Marples, 1955
- Theridiosoma lucidum Simon, 1897
- Theridiosoma nebulosum Simon, 1901
- Theridiosoma nechodomae Petrunkevitch, 1930
- Theridiosoma obscurum (Keyserling, 1886)
- Theridiosoma picteti Simon, 1893
- Theridiosoma savannum Chamberlin & Ivie, 1944
- Theridiosoma shuangbi Miller, Griswold & Yin, 2009
- Theridiosoma taiwanica Zhang, Zhu & Tso, 2006
- Theridiosoma zygops (Chamberlin & Ivie, 1936)